# Lophopagurus pumilis
Lophopagurus pumilis är en kräftdjursart som beskrevs av de Saint Laurent och McLaughlin 2000. Lophopagurus pumilis ingår i släktet Lophopagurus och familjen eremitkräftor. Inga underarter finns listade i Catalogue of Life.